# Xanthorhoe aquilonaria
Xanthorhoe aquilonaria är en fjärilsart som beskrevs av Samuel E. Cassino och Louis W. Swett 1922. Xanthorhoe aquilonaria ingår i släktet Xanthorhoe och familjen mätare. Inga underarter finns listade i Catalogue of Life.